# Mimolaena
Mimolaena is een kevergeslacht uit de familie zwartlijven (Tenebrionidae). De wetenschappelijke naam van het geslacht  is voor het eerst geldig gepubliceerd in 1961 door Ardoin.

## Soorten
- Mimolaena clarissae Ferrer, 1998[2]
- Mimolaena janaki Schawaller, 2013[3]
- Mimolaena pauliani Ardoin, 1961[1]